# Pop 'til You Drop!
Pop 'til You Drop! är ett musikalbum från 2002 av den svenska popgruppen A-Teens.

## Låtlista
1. "Floorfiller"
2. "Can’t Help Falling In Love"
3. "Let Your Heart Do the Talking"
4. "Closer to Prefection"
5. "Hi And Goodbye"
6. "This Year"
7. "Slam"
8. "Cross My Heart"
9. "Singled Out"
10. "Oh, Oh… Yeah"
11. "In the Blink of an Eye"
12. "School's Out"

Den sista låten på albumet, School's Out, är en cover på den amerikanske rockartisten Alice Coopers original från 1972.

## Lista
| Lista (2001)                         | Listplacering |
| ------------------------------------ | ------------- |
| Argentina                            | 10            |
| Mexiko                               | 14            |
| Mexiko (Internationella albumlistan) | 3             |
| USA (Billboard 200)                  | 45            |

### Fotnoter
1. ↑  ”Billboard 200 2002-07-06” (på engelska). Billboard. https://www.billboard.com/charts/billboard-200/2002-07-06/. Läst 14 september 2022.